# دونالد یونگ (تنیس‌باز)
 دونالد یونگ (انگلیسی: Donald Young؛ زاده ۲۳ ژوئیهٔ ۱۹۸۹) یک تنیس‌باز اهل ایالات متحده آمریکا است.